# Justice (Justin Bieber)
Justice è il sesto album in studio del cantante canadese Justin Bieber, pubblicato il 19 marzo 2021 su etichette discografiche Def Jam Recordings, RBMG Records, SB Projects, Schoolboy Records e Universal Music Group.
L'album presenta al suo interno collaborazioni con Khalid, Chance the Rapper, The Kid Laroi, Dominic Fike, Daniel Caesar, Giveon, Beam, Burna Boy, Benny Blanco e TroyBoi; la produzione è stata affidata a Andrew Watt, Skrillex, Finneas, Jon Bellion, Benny Blanco, The Monsters & Strangerz e altri ancora. È stato il secondo album con più stream su Spotify nel 2021.

## Background
Il 15 febbraio 2020, il giorno dopo l'uscita del quinto album in studio di Bieber, Changes, Bieber è stato intervistato dal DJ di Apple Music, Zane Lowe. Durante l'intervista, Bieber ha rivelato che non vedeva l'ora di fare musica che riflettesse le cose che aveva imparato sull'impegno e sulla costruzione della fiducia.
Prima dell'uscita del singolo principale "Holy", il 18 settembre 2020, Bieber e Chance the Rapper hanno discusso del seguito di Bieber a Changes su un live streaming di YouTube. Chance ha parlato di come gli ha ricordato quando Michael Jackson ha realizzato il suo album classico Off the Wall e ha detto che l'album è "una delle migliori musiche che abbia mai sentito" e che è "musica rivoluzionaria".

## Registrazione
All'inizio della pandemia COVID-19, quando era in quarantena a casa sua a Toronto, Bieber ricevette una pletora di demo presentate al suo team di gestione da cantautori, manager, editori e produttori. Bieber ha registrato le canzoni che gli piacevano nel suo studio di casa e le ha rimandate alla sua cerchia ristretta. Bieber ha rivelato il 10 aprile 2020 durante un Instagram Live di aver registrato una canzone chiamata "Anyone", che sarebbe stata successivamente pubblicata come terzo singolo dell'album. Il 18 aprile 2020, su Instagram Stories, Bieber ha osservato che il suo nuovo album suonava "pazzesco" secondo la sua opinione.
La registrazione di Justice si è intensificata una volta che Bieber è tornato a Los Angeles un paio di mesi dopo. Anche se il suo ultimo disco, Changes era orientato all'R&B, per questo disco nulla era off limits.
Inizialmente, il team di Bieber non aveva in programma di pubblicare un album così presto e Bieber si rese conto di avere il materiale di un album nel dicembre 2020. Il 22 gennaio 2021, Bieber ha condiviso un aggiornamento sul nuovo album su Instagram Stories. Scrivendo: ''Sto finendo questo album. Restate sintonizzati." Condividendo una sua foto mentre cantava in studio di registrazione.
Il 26 gennaio 2021, Bieber ha scritto su Twitter che stava esaminando l'elenco delle tracce per l'album.

## Pubblicazione
Bieber ha annunciato l'uscita dell'album il 26 febbraio 2021. Insieme all'annuncio, è stato pubblicato un EP intitolato JB6 per il download digitale e lo streaming. L'EP include le versioni originali di tre dei singoli già pubblicati "Holy" (con Chance the Rapper), "Lonely" (con Benny Blanco) e "Anyone", oltre alle versioni acustiche dei primi due.
Le versioni CD esclusive Target e Walmart di Justice sono state pubblicate insieme all'originale il 19 marzo 2021, ed entrambe includono una canzone aggiuntiva.
Bieber ha rivelato l'elenco delle tracce dell'album il 10 marzo 2021. Il 16 marzo 2021, Good Morning America ha annunciato che Bieber avrebbe fatto debuttare un nuovo video musicale il 19 marzo.
Il 19 marzo 2021, Justice è stato pubblicato insieme a un video musicale per il quinto singolo Peaches, diretto da Colin Tilley. Il video vede Bieber, Daniel Caesar e Giveon in auto sulla Strip di Las Vegas.

## Canzoni
L'ottava traccia, "Die for You" con Dominic Fike, è una canzone pop new wave "adatta a MTV". "Ghost", l'undicesima traccia, è una canzone pop-rock. La dodicesima traccia, "Peaches" con Daniel Caesar e Giveon, è una canzone pop-R&B che è stata paragonata allo stile di quelle di Bruno Mars. "Love You Different" con Beam, la tredicesima traccia, ha uno stile tropical house che è stato paragonato al singolo del 2015 di Bieber, "Sorry".

## Promozione

### Singoli
Per Justice, il team di gestione di Bieber ha provato una nuova strategia di pubblicazione di più singoli. L'idea era di pubblicare più singoli che in seguito avrebbero portato a un nuovo album. Scooter Braun, il manager di Bieber, ha avuto questa idea nel giugno 2020.
"Holy", con Chance the Rapper, è stato pubblicato come primo singolo di Justice il 18 settembre 2020. Ha debuttato al numero tre della Billboard Hot 100 degli Stati Uniti, diventando la ventesima top 10 di Bieber negli Stati Uniti. Il suo video musicale è stato pubblicato lo stesso giorno e presenta Bieber nei panni di un lavoratore petrolifero licenziato e il suo partner aiutato da un soldato caritatevole. È stato diretto dal regista americano Collin Tilley e interpretato da Wilmer Valderrama e Ryan Destiny.
Il secondo singolo, "Lonely", una collaborazione con Benny Blanco, è stato pubblicato il 16 ottobre 2020. Il brano ha debuttato al numero 14 e ha raggiunto il numero 12 nella classifica Billboard Hot 100. Il suo video musicale è stato presentato in anteprima insieme al singolo. È stato diretto dal regista americano Jake Schreier e interpretato dall'attore canadese Jacob Tremblay, che interpreta una versione più giovane di Bieber. Bieber ha elogiato Jacob Tremblay per il suo talento, aggiungendo che si è emozionato quando ha visto Tremblay interpretare se stesso, mentre funge da spettatore "dall'esterno che guarda dentro". In un live streaming sul canale YouTube di Bieber dopo l'uscita della canzone, sia Bieber che Blanco hanno definito Tremblay uno dei migliori attori bambini che abbiano mai visto.
Il terzo singolo, "Anyone", pubblicato il 1 gennaio 2021, ha debuttato e raggiunto il numero sei nella Billboard Hot 100 degli Stati Uniti. Il video musicale è stato presentato in anteprima insieme al singolo. È stato diretto dal regista e produttore cinematografico americano Colin Tilley e ha come protagonista l'attrice americana Zoey Deutch che interpreta l'interesse amoroso di Bieber nel video. Bieber interpreta un pugile degli anni '60 il cui potente amore per la sua altra metà lo ispira ad allenarsi, combattere e alla fine superare un potenziale KO nel suo viaggio per diventare un campione. Per il video musicale, Bieber ha coperto tutti i suoi tatuaggi.
Il quarto singolo, "Hold On", è stato pubblicato il 5 marzo 2021 e ha debuttato al numero 26 della classifica Hot 100. Il suo video musicale è stato svelato insieme al singolo ed è stato diretto da Colin Tilley. È interpretato dall'attrice taiwanese Christine Ko che interpreta l'interesse amoroso di Bieber nel video. Il video si apre con Bieber in fuga dalla polizia, prima di subire una ferita da arma da fuoco. Tuttavia, quando il video torna indietro, apprendiamo perché Bieber sta scappando dalla polizia in primo luogo.
Il quinto singolo, "Peaches", è uscito il 19 marzo 2021. Il suo video musicale è stato presentato in anteprima insieme al singolo. È stato diretto da Collin Tilley e vede Bieber, Daniel Caesar e Giveon girare per la Strip di Las Vegas.

### Performance dal vivo
Il 17 ottobre 2020, Bieber ha eseguito "Holy" e "Lonely" per la prima volta durante la sua apparizione come ospite musicale nel terzo episodio della 46ª stagione del Saturday Night Live. Li ha anche eseguiti il 15 novembre 2020, ai 46th People's Choice Awards. Il 22 novembre 2020, Bieber ha tenuto la sua terza esecuzione delle canzoni agli American Music Award del 2020. Bieber ha eseguito "Anyone" per la prima volta durante il suo concerto di Capodanno il 31 dicembre 2020. Il 22 febbraio 2021, Bieber ha eseguito "Holy", "Lonely" e "Anyone" in un evento di lancio. Il 13 marzo 2021, Bieber ha eseguito "Hold On" per la prima volta e "Anyone" ai Kids' Choice Awards 2021. Il 17 marzo 2021, Bieber ha eseguito "Peaches" per la prima volta durante il suo primo concerto Tiny Desk. Ha anche eseguito "Holy", "Anyone" e "Hold On".
Bieber eseguirà due brani dall'album il 22 e 24 marzo a Good Morning America.

### Justin Bieber: Next Chapter
Il documentario Next Chapter, diretto da Michael D. Ratner, è stato presentato in anteprima su YouTube il 30 ottobre 2020. Ha fornito uno sguardo intimo alla vita di Bieber in quarantena e durante la registrazione di Justice. Mentre parlava del documentario, Bieber ha detto: "Sono entusiasta di incontrare i fan e di condividere i progressi che sto facendo, la nuova musica su cui sto lavorando."

## Controversie
Secondo Pedro Winter, fondatore e proprietario dell'etichetta discografica francese Ed Banger Records, il logo dell'album, ideato dallo stesso Bieber, è simile al logo del gruppo francese Justice, che ha firmato con l'etichetta. Il 1 marzo 2021, ha reagito su Instagram facendo uno screenshot del logo disegnato da Bieber e dicendo, ironicamente; "Ed Banger records nomina il signor Justin Drew Bieber come direttore artistico. Vorremmo ringraziare il signor So Me, l'attuale direttore artistico di Ed Banger, per tutto il suo lavoro dal 2003".
Il 18 marzo, Rolling Stone ha riferito che la band francese Justice ha inviato una lettera di cessazione e desistenza a Bieber sull'album, citando una violazione intenzionale del marchio sul logo Cross.

## Accoglienza
| Recensione           | Giudizio |
| -------------------- | -------- |
| AnyDecentMusic?      |          |
| Metacritic           |          |
| Clash                |          |
| The Daily Telegraph  |          |
| Entertainment Weekly |          |
| Evening Standard     |          |
| The Guardian         |          |
| The Independent      |          |
| The Irish Times      |          |
| NME                  |          |
| Rolling Stone        |          |

Justice ha ricevuto recensioni generalmente favorevoli da critici musicali. Metacritic, che assegna un punteggio normalizzato di 100 alle recensioni delle pubblicazioni tradizionali, l'album ha ricevuto un punteggio medio di 64, basato su nove recensioni, indicando "recensioni generalmente favorevoli".
Louise Bruton del The Irish Times ha descritto la Justice come "innegabilmente buona" e "la più eccitante" di Bieber. Roisin O'Connor, scrivendo per The Independent, ha soprannominato Justice il miglior album della carriera di Bieber, e ha elogiato l'evoluzione del suo quinto album in studio, Changes. D'accordo, Will Lavin di NME ha ritenuto che l'album sia un miglioramento rispetto a Changes. Ha affermato che Justice non è un album di protesta, ma contiene comunque "messaggi di speranza, moralità e difesa della verità". Lo scrittore Jason Lipshutz ha ritenuto che Bieber "acquisisca maggiore chiarezza artistica" su Justice, mentre tenta di "esprimere un complesso stato emotivo nel corso di un album invece di bloccarlo in tre minuti".
Leah Greenblatt di Entertainment Weekly ha assegnato all'album una B, sentendo che nessuna delle tracce "ha toccato le vette inebrianti" dei singoli di Purpose come "Sorry" e "Where Are Ü Now".

## Tracce
1. 2 Much – 2:32 (Justin Bieber, Sonny Moore, Martin Luther King Jr., Alexander Izquierdo, Ayden Szymczak, Christian Valentin Brunn, Josh Gudwin, Gregory Hein, Gian Stone)
2. Deserve You – 3:07 (Justin Bieber, Andrew Wotman, Louis Bell, Jonathan Bellion, Ali Tamposi, Michael Pollack)
3. As I Am (feat. Khalid) – 2:54 (Justin Bieber, Khalid Robinson, Stefan Johnson, Jordan K. Johnson, Oliver Peterhof, Josh Gudwin, Ido Zmishlany, Noah Munn, Gregory Hein)
4. Off My Face – 2:36 (Justin Bieber, Daniel James, Leah Haywood, Jake Torrey, Tia Scola)
5. Holy (feat. Chance the Rapper) – 3:32 (Justin Bieber, Chancelor Bennett, Anthony M. Jones, Tommy Brown, Steven Franks, Jorgen Odegard, Jon Bellion, Michael Pollack)
6. Unstable (feat. The Kid Laroi) – 2:38 (Justin Bieber, Charlton Howard, Britney Amardio, Rami Yacoub, James Gutch, Ayden Szymczak, Billy Walsh)
7. MLK Interlude – 1:44 (Martin Luther King Jr.)
8. Die for You (feat. Dominic Fike) – 3:17 (Justin Bieber, Louis Bell, Jonathan Bellion, Andrew Wotman, Alexandra Tamposi, Dominic Fike)
9. Hold On – 2:50 (Justin Bieber, Jon Bellion, Ali Tamposi, Andrew Wotman, Louis Bell, Walter De Backer, Luiz Bonfa)
10. Somebody – 2:59 (Justin Bieber, Ryan Tedder, Bernard Harvey, Ilya Salmanzadeh, Sonny Moore, Rami Yacoub, Josh Gudwin, Gregory Hein)
11. Ghost – 2:33 (Justin Bieber, Jonathan Bellion, Jordan Johnson, Michael Pollack, Stefan Johnson)
12. Peaches (feat. Daniel Caesar e Giveon) – 3:18 (Justin Bieber, Ashton Simmonds, Giveon Evans, Andrew Watt, Louis Bell, Bernard Harvey, Luis Martinez Jr., Felisha King)
13. Love You Different (feat. Beam) – 3:06 (Justin Bieber, Alexander Izquierdo, Jordan Douglas, Marcus Lomax, Oliver Peterhof, Tyshane Thompson, Whitney Phillips)
14. Loved by You (feat. Burna Boy) – 2:39 (Justin Bieber, Jason Evigan, Sonny Moore, Jonathan Bellion, Damini Ogulu, Amy Allen)
15. Anyone – 3:10 (Justin Bieber, Andrew Watt, Jonathan Bellion, Alexander Izquierdo, Jordan Johnson, Stefan Johnson, Michael Pollack, Raul Cubina)
16. Lonely (feat. Benny Blanco) – 2:29 (Justin Bieber, Benjamin Levin, Finneas O'Connell)

Tracce nell'edizione deluxe
1. There She Go (feat. Lil Uzi Vert) – 3:35 (Justin Bieber, Rodney Jerkins, Kameron Glasper, Taylor Parks, Tyshane Thompson, Symere Woods, Josh Gudwin, Jordan Douglas, Antonio Kearney, Gregory Hein, Marvin Hemmings)
2. I Can't Be Myself (feat. Jaden Smith) – 3:13 (Justin Bieber, Louis Bell, Jonathan Bellion, Andrew Wotman, Ali Tamposi, Jaden Smith)
3. Lifetime – 3:27 (Justin Bieber, Scooter Braun, Michael Pollack, Jake Torrey, Jae Green, Jace Jennings, Alex Schwartz, Joe Khajadourian)
4. Wish You Would (feat. Quavo) – 4:01 (Justin Bieber, Quavious Marshall, Jason Boyd, Cody Simpson, Kenneth Coby, Kevin Coby)
5. Know No Better (feat. DaBaby) – 2:41 (Justin Bieber, Jonathan Kirk, Bigram Zayas, Kevin Carbo, Noah Munn)
6. Name (feat. Tori Kelly) – 2:39 (Justin Bieber, Stefan Johnson, Jordan Johnson, Jon Bellion, Amy Allen, Tori Kelly)

## Classifiche

### Classifiche settimanali
| Classifica (2021) | Posizione massima |
| ----------------- | ----------------- |
| Argentina         | 5                 |
| Australia         | 1                 |
| Austria           | 1                 |
| Belgio (Fiandre)  | 1                 |
| Belgio (Vallonia) | 5                 |
| Canada            | 1                 |
| Danimarca         | 1                 |
| Finlandia         | 1                 |
| Francia           | 8                 |
| Germania          | 4                 |
| Giappone          | 21                |
| Irlanda           | 1                 |
| Islanda           | 1                 |
| Italia            | 4                 |
| Lituania          | 1                 |
| Norvegia          | 1                 |
| Nuova Zelanda     | 1                 |
| Paesi Bassi       | 1                 |
| Polonia           | 6                 |
| Portogallo        | 2                 |
| Regno Unito       | 2                 |
| Repubblica Ceca   | 1                 |
| Slovacchia        | 1                 |
| Spagna            | 2                 |
| Stati Uniti       | 1                 |
| Svezia            | 1                 |
| Svizzera          | 4                 |
| Ungheria          | 27                |

### Classifiche di fine anno
| Classifica (2021) | Posizione |
| ----------------- | --------- |
| Australia         | 5         |
| Austria           | 43        |
| Belgio (Fiandre)  | 17        |
| Belgio (Vallonia) | 97        |
| Canada            | 6         |
| Danimarca         | 1         |
| Francia           | 68        |
| Irlanda           | 16        |
| Islanda           | 16        |
| Italia            | 47        |
| Norvegia          | 2         |
| Nuova Zelanda     | 8         |
| Paesi Bassi       | 3         |
| Regno Unito       | 21        |
| Slovacchia        | 8         |
| Spagna            | 31        |
| Stati Uniti       | 15        |
| Svezia            | 8         |
| Svizzera          | 42        |
| Classifica (2022) | Posizione |
| Australia         | 24        |
| Belgio (Fiandre)  | 76        |
| Danimarca         | 6         |
| Francia           | 162       |
| Islanda           | 85        |
| Lituania          | 74        |
| Norvegia          | 7         |
| Nuova Zelanda     | 15        |
| Paesi Bassi       | 16        |
| Regno Unito       | 92        |
| Spagna            | 71        |
| Svezia            | 58        |
| Classifica (2023) | Posizione |
| Norvegia          | 39        |
| Classifica (2024) | Posizione |
| Portogallo        | 179       |